# Radinovo, Plovdiv
Radinovo (în bulgară Радиново) este un sat în comuna Marița, regiunea Plovdiv,  Bulgaria. 

## Demografie
Componența etnică a satului Radinovo
     Bulgari (87,53%)
     Nicio identificare (12,46%)
     Altele (0%)
La recensământul din 2011, populația satului Radinovo era de 754 locuitori. Din punct de vedere etnic, majoritatea locuitorilor (87,53%) erau bulgari. Pentru 12,46% din locuitori nu este cunoscută apartenența etnică.